# Prospalta fuscostrigata
Prospalta fuscostrigata là một loài bướm đêm trong họ Noctuidae.